# Соковыжималка

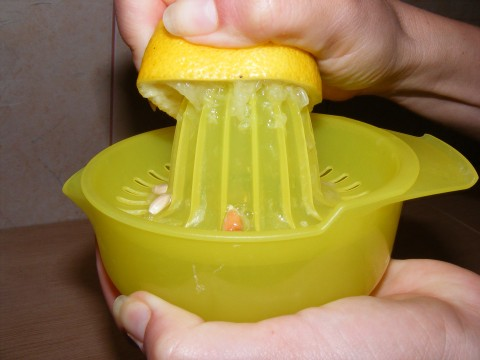
Ручная соковыжималка для цитрусовых

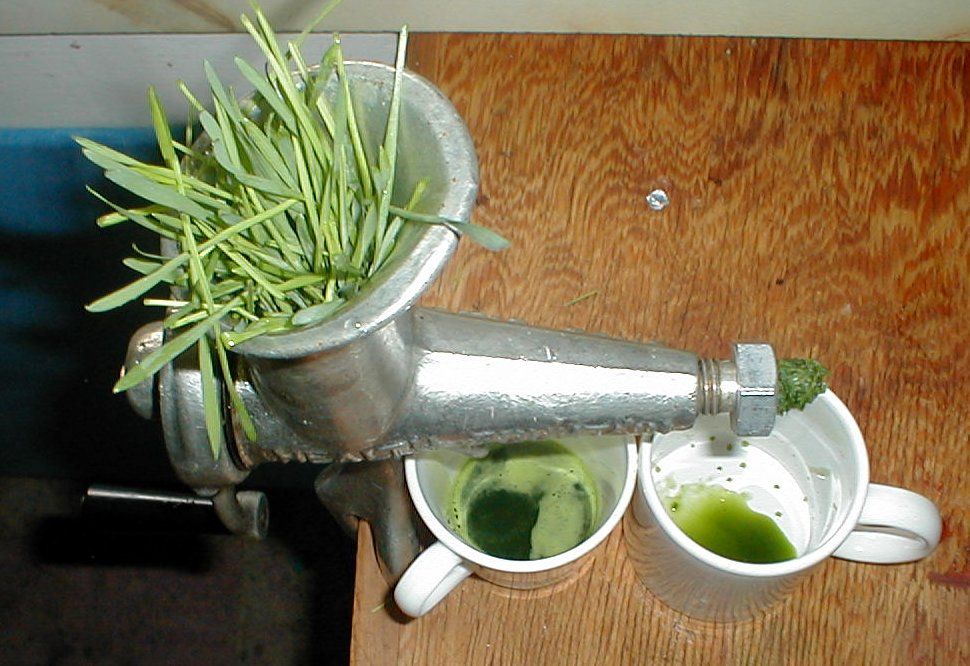
Выжимание сока ростков пшеницы в ручной соковыжималке шнекового типа

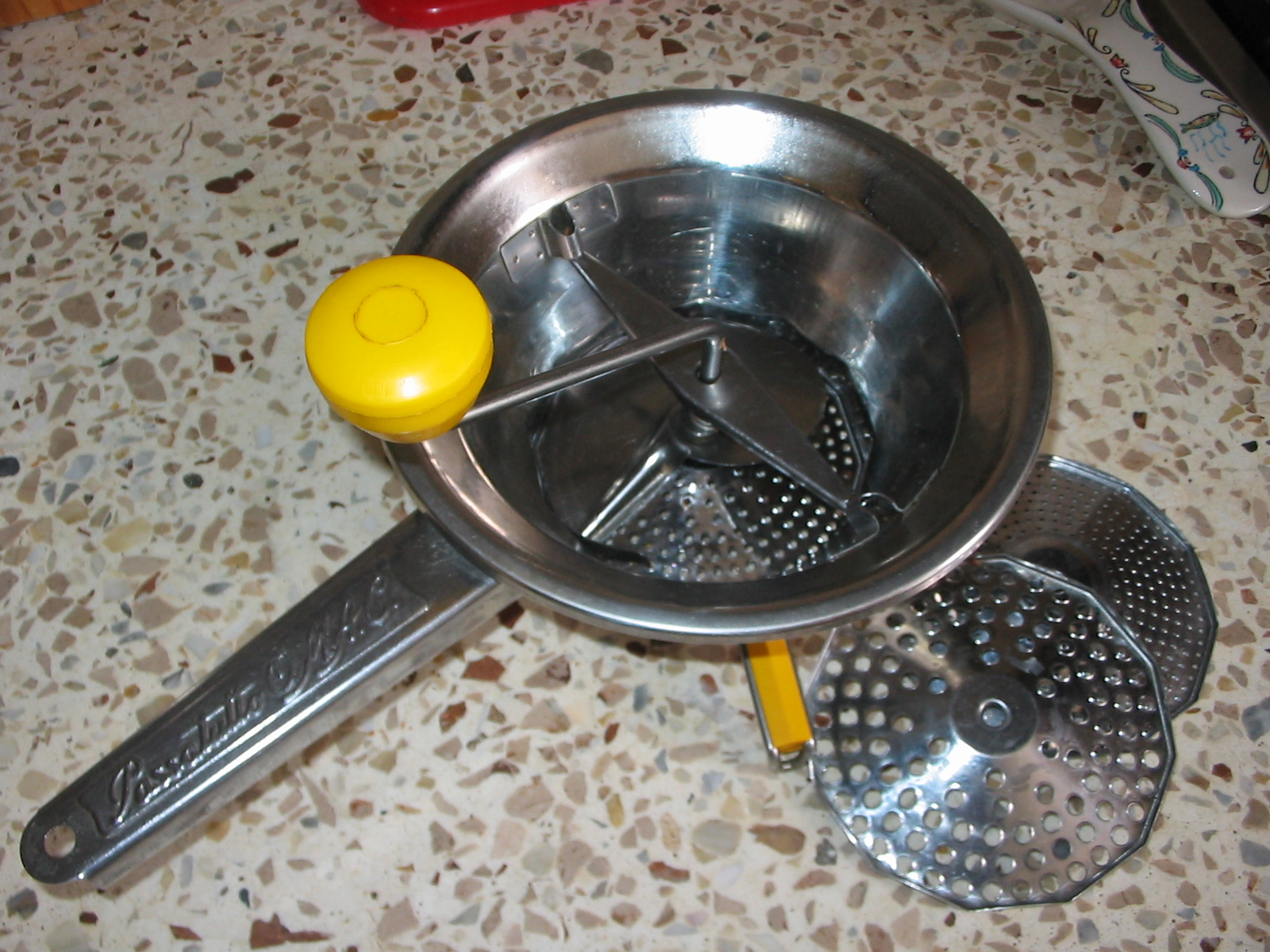
Ручная тёрка-соковыжималка

Соковыжима́лка — устройство для выжимания сока из фруктов, ягод и овощей. Обычно представляет собой простой пресс для плодов.

## Виды
В зависимости от устройства различают ручные, механические и электрические соковыжималки.

### Ручные
Ручные лимоновыжималки являются простейшим способом получения сока из плодов цитрусовых растений.
Ручная шнековая соковыжималка — предназначена для получения соков с мякотью из томатов, яблок, смородины, винограда, а также пюре из слив и абрикос. Принцип работы во многом напоминает ручную мясорубку.

### Механические
Устройство механических соковыжималок носит несколько более сложный характер (см. рисунок). Для отжима сока используется рычаг, который создаёт необходимое давление.

### Электрические
Электрические соковыжималки в качестве привода используют электрические двигатели, приводящие во вращение тёрку, которая измельчает мякоть фруктов и овощей, и сепарационную сетку, пропускающую вытекающий под действием центробежной силы сок и удерживающую твёрдые частицы. Далее сок стекает в стакан, устройство которого позволяет отделить сок от пены, образующейся в процессе отжима. Удаление твёрдого остатка производится или вручную (с помощью специальных лопаток-экстракторов), или автоматически (под действием центробежной силы) при использовании сепарационной сетки в виде усечённого конуса.
Электрические соковыжималки бывают нескольких видов:
- бытовые;
- профессиональные;
- промышленные.

Бытовые соковыжималки в основном предназначены для использования в домашних условиях и не предназначены для производства большого объёма свежевыжатого сока.
Профессиональные соковыжималки чаще всего используют на предприятиях общественного питания и в развлекательных заведениях. Они рассчитаны на производство большого объёма сока и отличаются повышенной надёжностью и производительностью.
Промышленные соковыжималки применяют на предприятиях, занимающихся переработкой фруктов и получения сока в промышленных масштабах.
Соковыжималки подразделяются на универсальные (центробежные) и соковыжималки для цитрусовых.
Соковыжималки для цитрусовых предназначены для получения сока из апельсинов, мандаринов, грейпфрутов, лимонов и прочих фруктов семейства цитрусовых. Универсальные соковыжималки помогут получить сок из почти всех плодов, ягод и овощей, за исключением тех, чья измельчённая мякоть имеет густую вязкую консистенцию (чёрная смородина, бананы и т. п.).

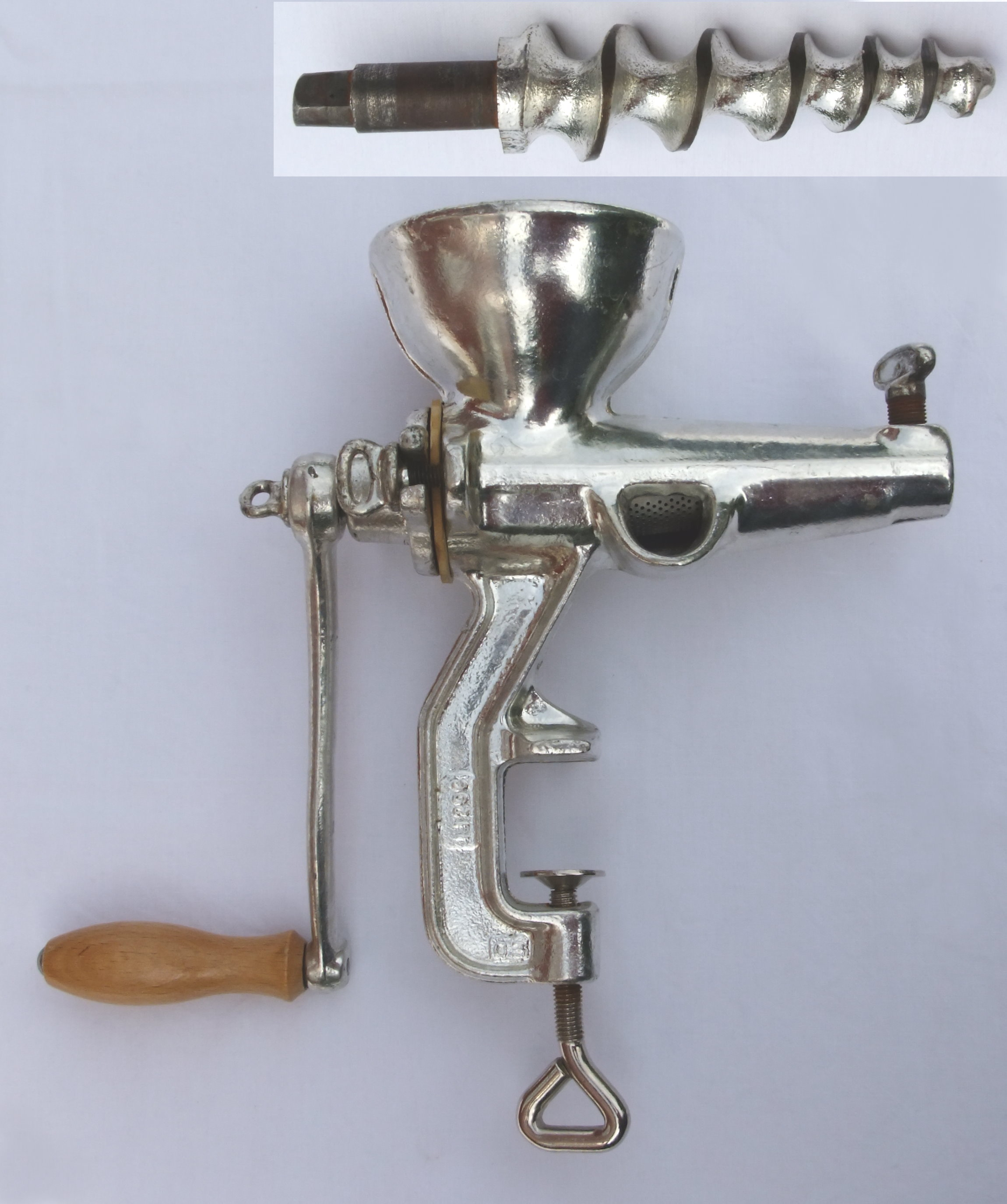
Ручная шнековая соковыжималка
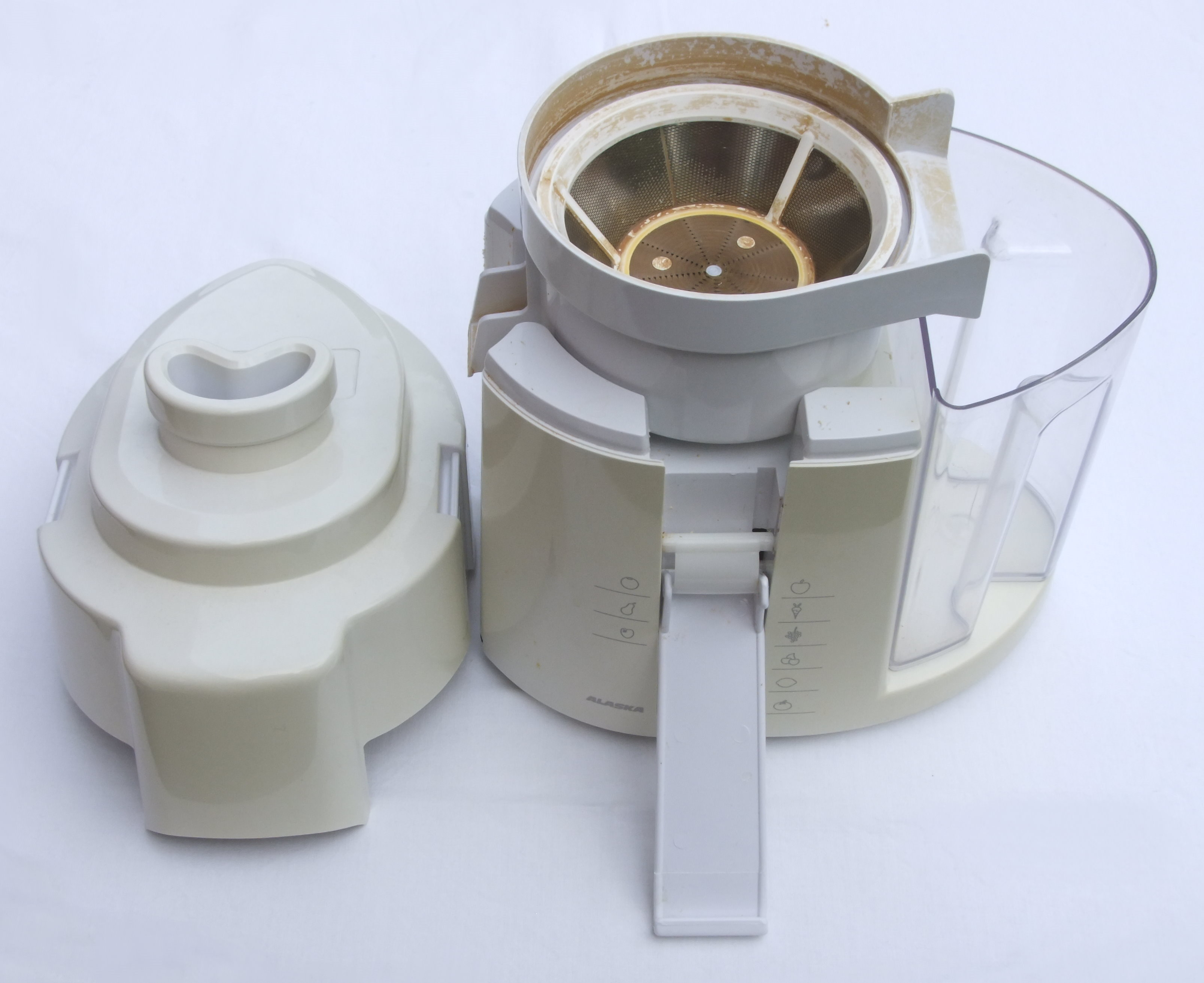
Бытовая электрическая соковыжималка центробежного типа со снятой крышкой
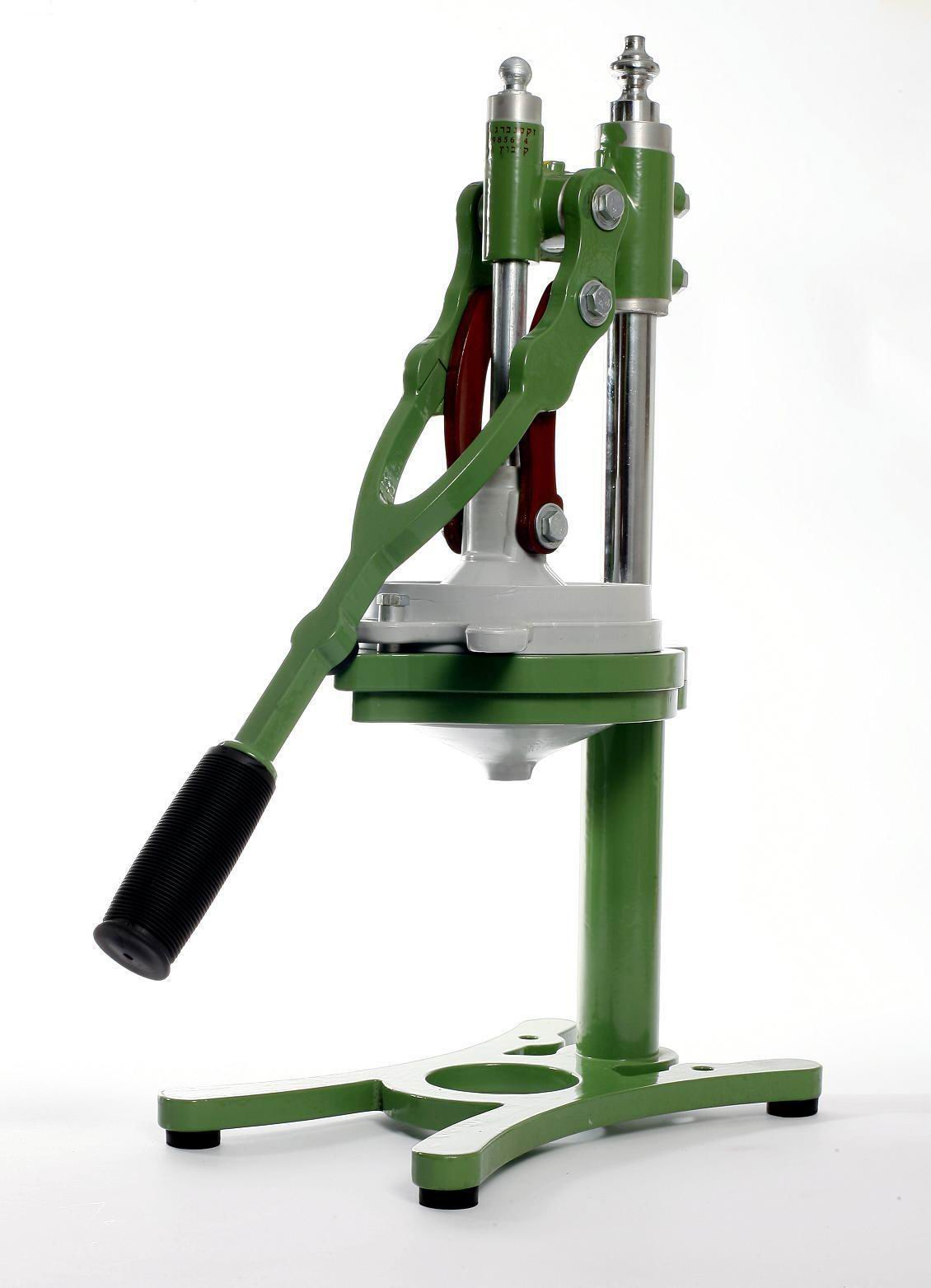
Профессиональный пресс для цитрусовых
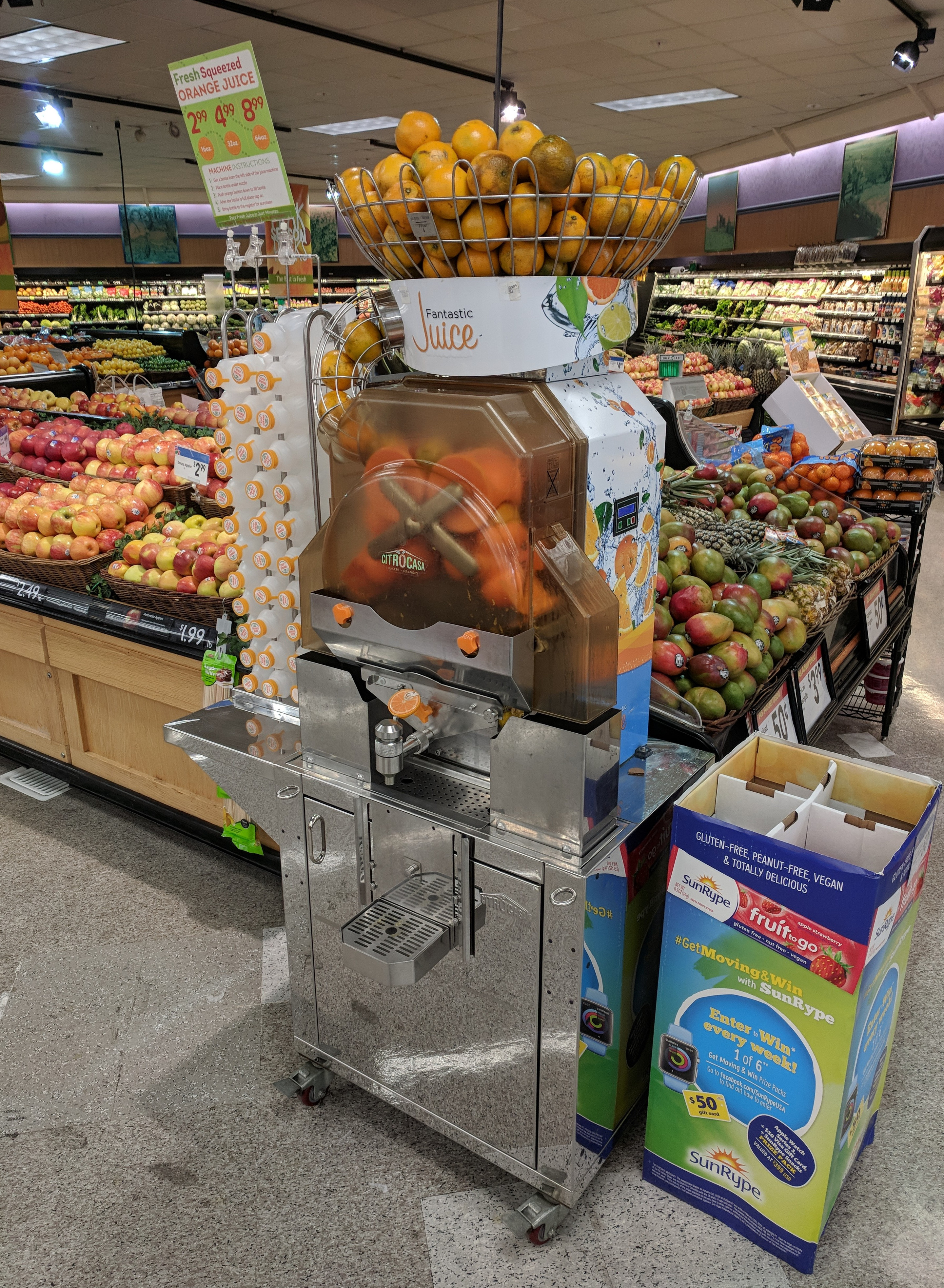
Соковыжималка-автомат для цитрусовых в торговом зале магазина
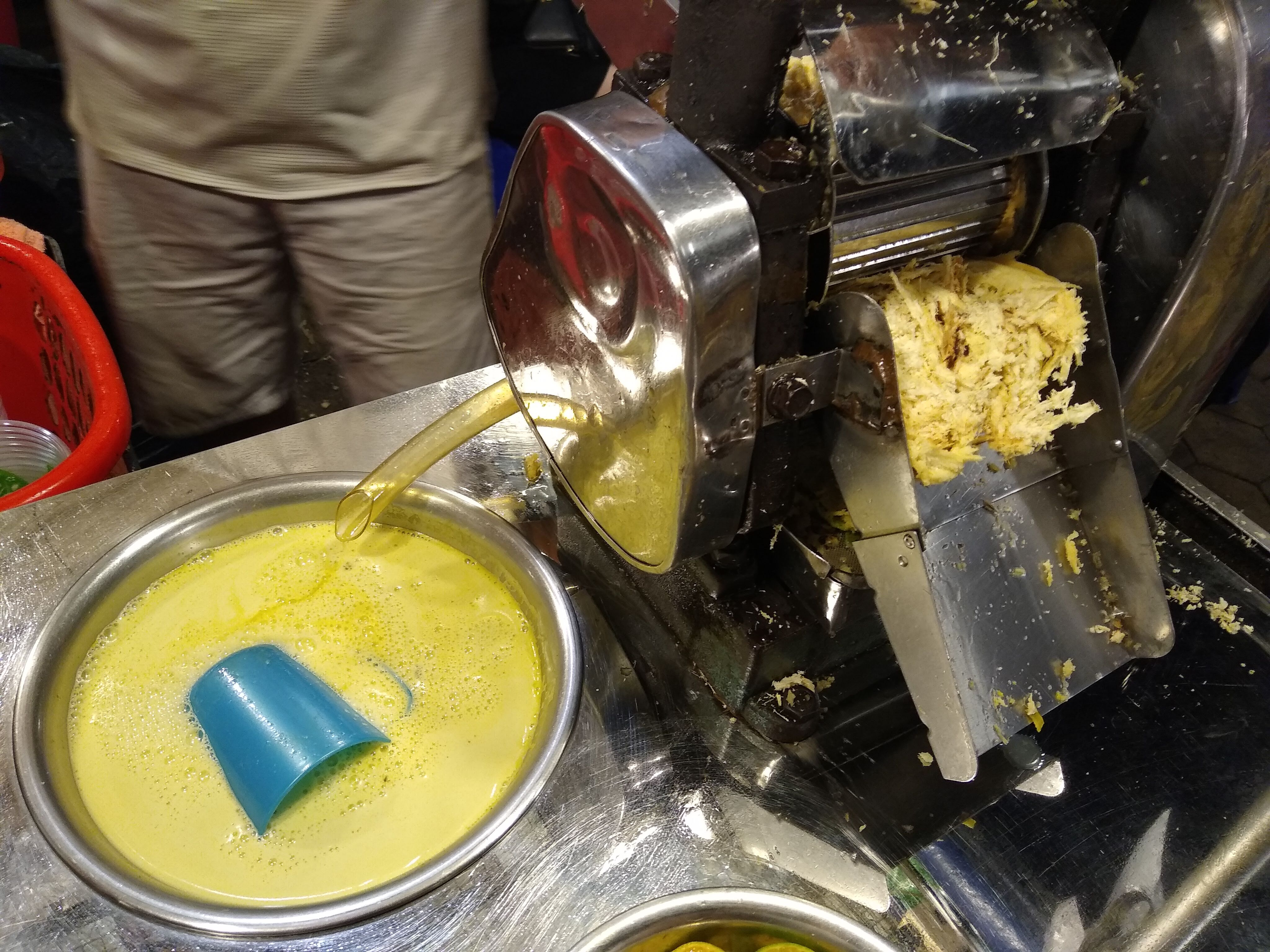
Механический пресс для сахарного тростника
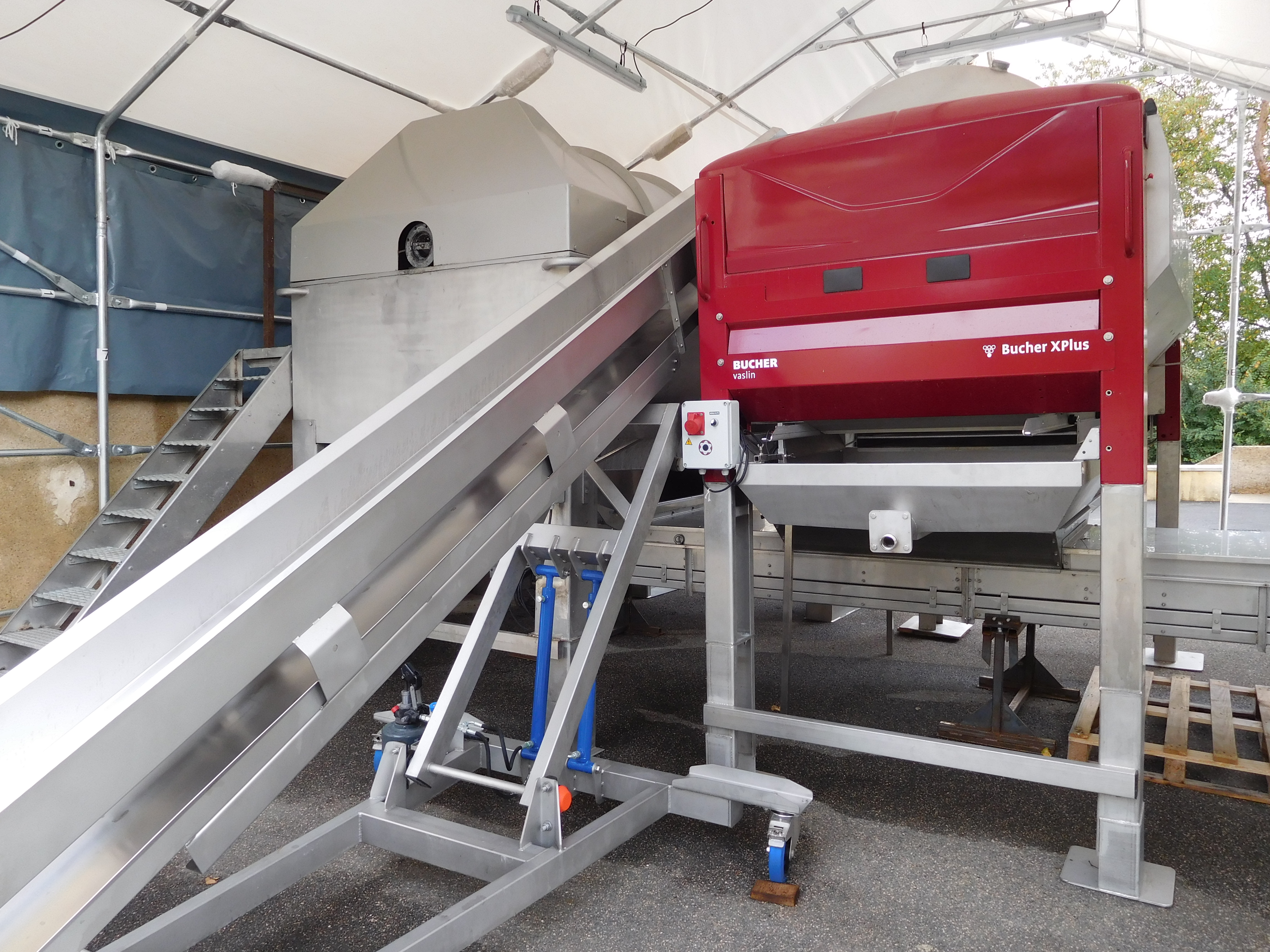
Промышленный винный пресс[фр.]